# جرانتولا
جرانتولا هي كومونا (بلدية) في مقاطعة فاريزي في منطقة لومباردي الإيطالية ، وتقع على بعد حوالي 60 كيلومتر (37 ميل) شمال غرب ميلانو وحوالي 15 كيلومتر (9 ميل) شمال فاريزي .
وبلدية جرانتولا تحتوي على فراتسيوني (التقسيمات الفرعية ، كالقرى والنجوع، والمراد بالنجوع مستوطنة سكانية بها عدد صغير من السكان في منطقة، والنجوع هي مجتمعات فردية ريفية.) بيلاريا ، موتا ، مونتيبيلو ، فيسيما.
وتقع جرانتولا على حدود البلديات التالية: كاسانو فالكوفيا و كوغليات فابياسكو و كوناردو و فيريرا دي فاريزي و ميسينزانا و مونتيجرينو فالترافاليا .